# Мітрідат Хрест
Мітрідат Хрест ( Хрест  означає  Добрий , грец. Μιθριδάτης Χρηστός ; народився в II пол. II ст. до Р.Х. — страчений в 115/113 році до Р.Х.) — Понтійський принц і співправитель  Понтійського царства.

## Сім'я
Походив з династії Мітрідатідів. Мітрідат був другим сином царя Понта  Мітрідата V Евергета і Лаодіки VI. Народився і виріс в батьківських володіннях.
Евергет був вбитий в 120 році до н. е. на бенкеті, що проводився в столиці його царства — місті Синоп. У своєму заповіті він передав державу дружині і двом синам —  Мітрідату VI і Хресту, а так як вони були ще дітьми, країною в якості регента правила Лаодіка. Її фаворитом виступав молодший син.
Мітрідат VI втік від своєї матері, побоюючись за своє життя, і повернувся в Понт в період з 116 по 113 рік до н. е. Проголосивши себе царем, він відправив Лаодіку і Хреста в в'язницю . Мати померла там від природних причин, а молодший брат — страчений за участь в змові проти старшого брата. Після їх смерті Мітрідат VI влаштував для них царські похорони.